# Discokula

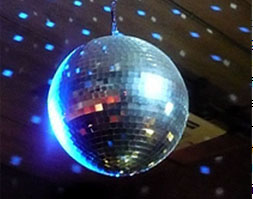
En typisk discokula.

En discokula, discoboll eller spegelboll är ett klot bestående av små rektangulära speglar. När ljus träffar klotet reflekteras det åt olika håll. Discokulor var populära under 1970-talet och speciellt förknippad med discomusik, därav namnet, även om vad som i dag kallas discokula har funnits sedan 1920-talet. Discokulan, som på diskoteken fästs i taket, har ofta vid fästet en motor som gör att bollen kan snurra. Ofta riktas strålkastare mot kulan för att få ljuseffekter.
TV-tornet Fernsehturm i Berlin i Tyskland är format som en sådan kula. Det byggdes dock 1965-1969, det vill säga före discoåren.